# Kleinmond
Kleinmond este un oraș din Provincia Western Cape, Africa de Sud.